# Kelsey Tessier
Kelsey Tessier, född 16 januari 1990 i Fredericton, är en kanadensisk professionell ishockeyspelare som spelar för Vienna Capitals i EBEL.

## Spelarkarriär
Tessier valdes av Colorado Avalanche i den fjärde rundan (110:e totalt) i 2008 års NHL Entry Draft. Innan han började spela professionellt, spelade Tessier juniorhockey i Quebec Major Junior Hockey League (QMJHL) i första hand med Quebec Remparts innan han under sitt sista juniorår blev trejdad till Moncton Wildcats.
Trots att Tessier inte blev erbjuden något kontrakt med Avalanche, började han spela professionellt och blev inbjuden till New York Rangers träningsläger den 8 september 2010. Samtidigt som han imponerat under försäsongen skickades Tessier till Rangers AHL-lag Hartford Wolf Pack och kontrakterades senare med ett ettårigt AHL-kontrakt.
I sin första professionella säsong kom Tessier tvåa bland rookies med 10 mål och 28 poäng. Den 6 juli 2011 förlängde Tessier kontraktet med Wolf Pack, som då bytt namn till Connecticut Whale, för en andra säsong. Tessier följde upp sin prestation som rookie med att göra poäng 30 poäng på 75 matcher. Under Calder Cup-slutspelet 2012 gjorde Tessier 5 poäng och placerade sig på en tredjeplats i den interna poängligan.
Den 17 september 2012 förlängde Whale kontraktet med Tessier för en tredje säsong. Trots en trög start på säsongen 2012/2013 producerade Tessier ändå 11 mål och 13 assist, från i första hand en utfyllnadsroll, på 71 matcher.
Som den spelare som varit längst i Whale, hade Tessier ursprungligen kommit överens om att gå tillbaka till den omdöpta Wolf Pack för en fjärde säsong i rad. Den 15 juli 2013 beviljades Tessier att bryta sitt kontrakt och tecknat ett ettårigt avtal med Rögle BK i Hockeyallsvenskan. Tessier lockades dit av sportchefen Anders Carlsson, som tillsammans med Colorado Avalanches scoutavdelning draftade honom år 2008.
Under säsongen 2013/2014 etablerade sig Tessier snabbt bland Rögle bästa offensiva spelare. På 52 matcher gjorde Tessier 42 poäng vilket gjorde honom poängbäst i laget samt sjätte bästa poänggörare i ligan. Med ambitionen att spela på en högre nivå, lämnade Tessier Rögle och tecknade den 30 april 2014 ett ettårskontrakt med den nyligen uppflyttade FM-ligaklubben Vasa Sport.

## Spelarstatistik
| 2006–07    | Quebec Remparts             | QMJHL      | 63  | 23 | 27 | 50 | 40 | 5  | 1  | 5  | 6  | 0  |
| 2007–08    | Quebec Remparts             | QMJHL      | 68  | 36 | 45 | 81 | 73 | 11 | 8  | 7  | 15 | 10 |
| 2008–09    | Quebec Remparts             | QMJHL      | 64  | 25 | 35 | 60 | 43 | 17 | 9  | 2  | 11 | 21 |
| 2009–10    | Quebec Remparts             | QMJHL      | 39  | 12 | 29 | 41 | 21 | —  | —  | —  | —  | —  |
| 2009–10    | Moncton Wildcats            | QMJHL      | 15  | 7  | 5  | 12 | 12 | 21 | 14 | 16 | 30 | 14 |
| 2010–11    | Hartford Wolf Pack/CT Whale | AHL        | 75  | 10 | 18 | 28 | 19 | 6  | 0  | 1  | 1  | 2  |
| 2011–12    | Connecticut Whale           | AHL        | 75  | 12 | 18 | 30 | 20 | 9  | 1  | 4  | 5  | 6  |
| 2012–13    | Connecticut Whale           | AHL        | 71  | 11 | 13 | 24 | 30 | —  | —  | —  | —  | —  |
| 2013–14    | Rögle BK                    | HA         | 52  | 15 | 27 | 42 | 48 | 16 | 8  | 1  | 9  | 8  |
| 2014–15    | Vasa Sport                  | FM-ligan   | 5   | 0  | 0  | 0  | 4  | —  | —  | —  | —  | —  |
| 2014–15    | Karlskrona HK               | HA         | 31  | 8  | 9  | 17 | 14 | 4  | 0  | 2  | 2  | 0  |
| 2015–16    | Rögle BK                    | SHL        | 10  | 2  | 1  | 3  | 0  | —  | —  | —  | —  | —  |
| 2015–16    | IF Björklöven               | HA         | 17  | 4  | 5  | 9  | 22 | —  | —  | —  | —  | —  |
| AHL totalt | AHL totalt                  | AHL totalt | 221 | 33 | 49 | 82 | 69 | 15 | 1  | 5  | 6  | 8  |